# Ofensiva de Vorónezh-Járkov
La Ofensiva de Vorónezh-Járkov, conocida en la historiografía soviética como Operación Ofensiva Estratégica de Vorónezh-Járkov (en ruso: Воронежско-Харьковская стратегическая наступательная операция) fue una ofensiva soviética llevada a cabo durante la Segunda Guerra Mundial a inicios de 1943 con el objetivo de vencer al Grupo de Ejércitos B alemán y liberar una importante región al sur de la Unión Soviética. Como resultado de la operación, las tropas soviéticas infligieron una derrota al Grupo de Ejércitos "B"; el 2.º Ejército húngaro y el 8.º Ejército italiano fueron destruidos casi por completo, y el 2.º Ejército alemán perdió la mayor parte de su equipo de combate. Durante la ofensiva de 50 días, las tropas soviéticas avanzaron a una profundidad de 360 a 520 km, y liberaron una gran porción de territorio con importancia industrial y administrativa formada por los óblasts de Vorónezh, Kursk, Bélgorod y Járkov.

## Antecedentes
Durante el invierno de 1942, el Ejército Rojo lanzó ofensivas a lo largo de casi todo el frente germano soviético, desde Leningrado hasta el Cáucaso Norte. El Frente del Don derrotó entre enero y febrero de 1943 en Stalingrado al 6.º  Ejército alemán comandado por el mariscal Friedrich Paulus. Según el plan del Cuartel General del Alto Mando Supremo, el Frente de Vorónezh, comandado por Filip Gólikov, junto con los frentes de Briansk y del Suroeste, derrotaría a los alemanes en Ostrogozko-Rossoshansk y en Vorónezh-Kastornask y preparar el ataque a Járkov. Además de impedir la salida de Paulus del anillo, la tarea era apoderarse del importante ferrocarril Lysky-Kantemirivka , el gran distrito industrial de Járkov, crear condiciones favorables para la ofensiva en el Dombás y capturar así finalmente la iniciativa estratégica en el suroeste.
En la ofensiva participaron los 38.º, 40.º y 60.º Ejércitos, el 18.º Cuerpo de Fusileros y el 2.º Ejército Aéreo del Frente de Vorónezh, así como el 6.º Ejército del Frente del Suroeste y el 13.º Ejército del Frente de Briansk. Para fortalecer al Frente de Vorónezh le fue añadido el 3.º Ejército de Tanques, así como otras unidades de fusileros y de artillería de cohetes.
A lo largo de los 260 km de la extensión del Frente de Vorónezh, se formaron tres grupos de ataque: en el norte, las fuerzas principales del 40.º Ejército (comandado por Kiril Moskalenko), en el sur, las fuerzas principales del 3.º Ejército de Tanques (comandado por Pável Rybalko), yen el centro, el 18.º Cuerpo de Fusileros (comandado por Piótr Zykov).
Al prepararse para una ofensiva, se utilizó ampliamente una técnica del arte militar como confundir al enemigo . Mientras las fuerzas principales del avance se concentraban en secreto en la cabeza de puente, partes del ejército simulaban un animado movimiento en la región de Vorónezh, especialmente de noche. Los faros de los coches parpadeaban y se oía el ruido de los potentes motores de los tanques. Para desinformar se utilizaron baterías móviles, se realizaron reconocimientos falsos y se realizaron demostraciones de aproximación al borde delantero de las piezas de esquí.
El 3.º Ejército de Tanques fue transportado por escalones ferroviarios desde el Óblast de Kaluga (donde estaba en reserva en el cuartel general del VGK) hasta Verjnyi Don y se concentró en la región de Kantemirivka. Según el plan de la operación, el 40.º Ejército al norte y el 3.º Ejército de tanques al sur debían avanzar en una dirección después de romper las defensas enemigas para unirse en Alekseivki y rodear al grupo enemigo Ostrogozko-Rossoshan. El 18.º Cuerpo de Fusileros asestó un golpe desmembrador al enemigo en el centro. Se suponía que parte de las fuerzas del 40.º Ejército y del 7.º Cuerpo de Caballería (adjunto al 3.º Ejército de Tanques) avanzarían hasta el río Oskil, donde crearían un frente de cerco externo. Las acciones de las tropas del Frente de Vorónezh en el sur estaban aseguradas por el 6º Ejército (dirigido por el teniente general Fiódor Jaritónov) del Frente Suroeste, que avanzaba desde la zona al sur de Kantemirivka.

## Desarrollo de la operación

### Ofensiva de Ostrogozhsk-Rossoshan
El 13 de enero de 1943, desde la cabeza de puente de Storozhevsk, comenzó la ofensiva de las fuerzas principales del grupo norte. La ofensiva comenzó un día antes de la fecha límite prevista, ya que el reconocimiento de combate realizado por los batallones de fusileros avanzados reveló la debilidad de las defensas enemigas. Para desarrollar su éxito, después de 2 horas de potente entrenamiento de artillería, las fuerzas principales del 40.º Ejército pasaron a la ofensiva. Al final del segundo día, las defensas enemigas fueron rotas en una sección de 15 km a lo largo del frente y 17 km de profundidad. El 15 de enero, fue posible ampliar el frente de avance a una profundidad de 100 km (en el flanco derecho hasta 20 km, en el centro hasta 35 km y en el flanco izquierdo hasta 16 km).
El 14 de enero, el grupo del sur pasó a la ofensiva y en 3 horas de intensos combates se metió entre 1 y 3 km en la profundidad de las defensas enemigas. Para acelerar el avance, se introdujeron en la batalla los 12.º y 15.º Cuerpos de Tanques del 3.º Ejército de Tanques. Esto ayudó a cambiar drásticamente la situación. En la tarde del 14 de enero, los petroleros avanzaron entre 12 y 23 km, derrotando el cuartel general del 24.º Cuerpo de Tanques en el área de Zhilin, y desde la mañana del 15 de enero lanzaron una ofensiva en las direcciones norte y noroeste. Mientras tanto, el 7º Cuerpo de Caballería y el 6º Ejército avanzaban con éxito hacia el oeste.
El 14 de enero, el 18.º Cuerpo de Fusileros independiente avanzó en la zona ofensiva central del Frente de Vorónezh. Apoyado por potente fuego de artillería y ataques aéreos, rompió la resistencia enemiga y a finales del 15 de enero , tras una batalla nocturna bajo una helada de 25 grados, completó su tarea de desmembrar las tropas enemigas. El 16 de enero, la profundidad táctica de la defensa enemiga fue completamente superada en los flancos extremos del Frente de Vorónezh.
Posteriormente, se estableció el objetivo de rodear y aplastar al grupo de tropas de la Wehrmacht en Ostrogozka-Rossoshan con una maniobra rápida, aislándolo de otras tropas enemigas. Las tropas soviéticas necesitaron tres días para crear los frentes interno y externo del cerco. En la región de Ostrogozka, tres divisiones enemigas fueron rodeadas.
Mientras tanto, las tropas del 12.º Cuerpo Panzer se dirigieron a la retaguardia del Cuerpo Alpino Italiano y los restos de las divisiones húngaras, mientras que el 15.º Cuerpo Panzer se apresuró a Oljovatka. El 18 de enero, después de capturar Oljovatka, el 15.º Cuerpo de Tanques se acercó a Alekseivtsi. El 19 de enero , el 7.º Cuerpo de Caballería , que encabezó la ofensiva hacia el sur, capturó Valuyki , capturando a varios miles de soldados y oficiales enemigos y capturando grandes almacenes. El 7.º Cuerpo de Caballería pasó a llamarse 6.º Cuerpo de Caballería de la Guardia por sus operaciones de combate abnegadas en duras condiciones invernales con nieve, hábiles maniobras en la retaguardia operativa profunda del enemigo, coraje y valor del personal mostrado en las batallas
En el sexto día de la operación, las tropas del Frente de Vorónezh formaron los frentes de cerco interior y exterior alrededor de las tropas germano-italianas-húngaras. El frente interno no era continuo: las tropas del Ejército Rojo ocupaban sólo los cruces de carreteras más importantes y asentamientos ubicados en las rutas más probables de retirada del enemigo. En el período comprendido entre el 19 y el 27 de enero se llevó a cabo la liquidación final del grupo enemigo fragmentado (13 divisiones). La ofensiva de Ostrogozko-Rossoshan duró 15 días. Se convirtió en una de las primeras operaciones del Ejército Rojo donde se rodearon y destruyeron un gran grupo de tropas alemanas.

### Ofensiva de Vorónezh-Kastórnoe
La siguiente etapa de la operación fue la Ofensiva de Vorónezh-Kastórnoe, llevada a cabo entre el 24 e enero al 17 de febrero de 1943, con la finalidad de evitar que los alemanes se retiraran del saliente de Vorónezh, así como de estabilizar la línea del frente. El principal objetivo fue derrotar al 2.º Ejército alemán y al 3.º Cuerpo de Ejércitos húngaro, por los 38.º, 40.º y 60.º ejércitos del Frente de Vorónezh, así como el 13.º Ejército del Frente de Briansk, quien actuó desde el flanco derecho. Además de la concentración de fuerzas y medios, que proporcionó una ventaja significativa sobre el enemigo en las áreas de avance, el comando soviético nuevamente planeó acciones para rodear a las tropas enemigas. La finalización exitosa de esta operación permitiría nuevos ataques en dirección a Kursk en el cruce de los grupos estratégicos centrales y del sur del enemigo y en dirección a Járkov.
El 24 de enero, las tropas del 40.º Ejército, dirigido por Moskalenko, pasaron a la ofensiva. El 4.º Cuerpo de Tanques dirigido por Andréi Kravchenko, se dirigió al campo de batalla recorriendo hasta 30 km en solo 2 días, dirigiéndose a la retaguardia alemana y recapturando Gorshechnoye.
Anticipando la posibilidad de un cerco, el mando alemán inició la retirada de tropas del saliente de Vorónezh. El 25 de enero, el 60.º ejército del teniente general I. D. Cherniajovski eliminó a los alemanes de los barrios de la margen derecha de Vorónezh, liberó completamente la ciudad y capturó la orilla occidental del Don. El mismo día, el 38.º ejército del teniente general N.E. Chibisov pasó a la ofensiva. El 26 de enero , el 13.º ejército del mayor general Nikolái Pujov rompió las defensas enemigas con un golpe en dirección a Kastorne. A pesar de las fuertes heladas y la ventisca, las tropas soviéticas continuaron avanzando.
El 28 de enero de 1943, partes de los 13.º y 38.º Ejércitos y el 4.º Cuerpo de Tanques se unieron en el área de Kastórnoe, al día siguiente este importante centro de comunicaciones fue completamente liberado. Al mismo tiempo, 7 divisiones alemanas y 2 húngaras, con unas 40.000 personas, fueron rodeadas al sureste de Kastórnoe . Parte de las fuerzas de los ejércitos 13 y 40 formaron el frente exterior del cerco.
Del 25 al 29 de enero, durante la ofensiva, las tropas del Frente de Vorónezh capturaron a 22.000 personas. El mando alemán, al retirar sus tropas, logró utilizar las unidades húngaras como pantallas de retaguardia para salvar a las tropas alemanas. Observando la actitud desdeñosa de los alemanes hacia sus aliados, el general húngaro Ferenc Szombathelyi escribió más tarde: "Nos quitaron los medios de transporte, los caballos, las prendas de abrigo... Los húngaros heridos fueron arrojados de los coches".
El 28 de enero, a las tropas del Frente de Vorónezh se les asignaron nuevas tareas para la operación ofensiva de Járkov: el 60.º Ejército avanzó hasta el río Tim, el 38.º Ejército hasta el río Oskil, el 40.º Ejército se desplegó para atacar Bélgorod, y el 13.º Ejército del Frente de Briansk se giró hacia el oeste. Desde el 7 de febrero, sólo una parte de las fuerzas del 38.º Ejército continuó la lucha contra el grupo rodeado.
Habiendo concentrado hasta 6 divisiones, el enemigo rodeado hizo un gran avance el 31 de enero en dirección a Stari Oskol, donde estaba sitiada la guarnición alemana de la ciudad. Las tropas enemigas rodeadas lograron abrirse paso hacia el oeste en varios grupos. Habiéndose reunido en la zona de Solntsevo, se apresuraron a Oboyan las unidades del 38.º Ejército persiguieron al enemigo, pero no fue posible alcanzarlo en las rutas de salida debido a las difíciles condiciones climáticas. El 17 de febrero, los restos de las divisiones enemigas atravesaron la línea del frente del cerco.
Como resultado de la operación Vorónezh-Kastórnoe, las tropas soviéticas avanzaron a una distancia de 240 km. Liberaron la mayor parte de las regiones de Vorónezh y Kursk, incluidas las ciudades de Vorónezh, Kastórnoe, Stary Oskol, Tym y muchos otros grandes asentamientos. Fueron derrotadas hasta 11 divisiones enemigas, cuyas pérdidas ascendieron a más de 60.000 personas. El mando alemán finalmente perdió la línea en el río Don, que Hitler había exigido mantener a cualquier precio.
Los poderosos golpes de las tropas soviéticas en las operaciones Ostrogozko-Rossoshansk y Vorónezh-Kastórnoe debilitaron drásticamente al Grupo de Ejércitos B . Para evitar la derrota completa de sus tropas en el Alto Don, el mando alemán, en vísperas de la ofensiva del ejército soviético en Járkov, comenzó a transferir apresuradamente conexiones desde otras zonas del Frente Oriental a direcciones amenazadoras. Así, la 26.ª División de Infantería fue redesplegada desde Oriol, y la  4.ª División de Tanques fue redesplegada desde la región de Mtsensk. Desde Francia, unidades del 2.º Cuerpo de Tanques de las SS, y las divisiones de tanques de las SS "Reich" , "Adolf Hitler" y "Dead's Head", se apresuraron a llegar a la región de Járkov.

### Operación Zvezda
En la Ofensiva de Járkov (2 de febrero - 3 de marzo de 1943), el golpe principal lo dieron las tropas del Frente de Vorónezh, y el 6.º Ejército del Frente del Suroeste interactuó con ellas en el flanco izquierdo. El plan de la operación recibió el nombre condicional de "Zirka", que reflejaba su intención: llevar a cabo un ataque concéntrico en Járkov con ataques convergentes en una dirección. Se preveía que unidades de tanques y de caballería atravesarían la retaguardia del grupo enemigo de Járkov con el objetivo de rodearlo. Después de largas batallas continuas en condiciones climáticas difíciles, se produjeron grandes pérdidas de personas y equipos.
El 2 de febrero, atacó una combinación del 3.º Ejército de Tanques, el 6.º Ejército y el 18.º Cuerpo de Fusileros, y un día después, el 3 de febrero, atacaron los 40.º y 60.º Ejércitos. Habiendo roto la resistencia enemiga en el flanco derecho, las tropas del 60.º Ejército de I. D. Cherniajovski capturaron Kursk el 8 de febrero. El 9 de febrero, el 40.º Ejército de Moskalenko liberó Bélgorod y se apresuró a llegar a Járkov desde el norte, el 69.º Ejército del teniente general Kazakov irrumpió en la ciudad desde el este a través de Vovchansk. Desde el sureste, después de forzar Siverski Donets y capturar Chuguyev, el 3.º Ejército Panzer se trasladó a Járkov , con el que interactuó el 6.º Cuerpo de Caballería de la Guardia. El 15 de febrero, las tropas soviéticas iniciaron un asalto a Járkov. A pesar de la tenaz resistencia del Cuerpo Panzer SS alemán y de la superioridad de más del doble del enemigo en tanques, la combinación de los 40.º , 69.º y 3.º Ejércitos Panzer tomó el control de la ciudad al día siguiente.
La operación ofensiva de Járkov se llevó a cabo al límite de las capacidades de las tropas del Frente Vorónezh . En algunas divisiones de fusileros, solo había entre 3,5 y 4 mil personas. El 18 de febrero, el 3.º Ejército Panzer tenía solo 110 tanques en servicio , no había suficiente combustible y municiones debido a las comunicaciones extendidas, decenas de tanques se detuvieron en el camino debido a fallas técnicas y daños. El 6.º Cuerpo de Caballería de la Guardia tenía una gran escasez de caballería y también experimentó interrupciones en el suministro. En muchos aspectos, debido a estas dificultades, las unidades móviles no pudieron ponerse detrás del grupo enemigo de Járkov y asegurar su cerco. Los alemanes lograron retirarse hacia el oeste.
Desde mediados de febrero, como consecuencia de grandes pérdidas, interrupciones en el suministro y una disminución de la actividad aérea debido a la gran lejanía de los aeródromos, el ritmo de avance de las tropas del Frente de Vorónezh disminuyó gradualmente. Además, el frente hacía tiempo que no recibía refuerzos. Sobreestimando los éxitos obtenidos en dirección suroeste y tratando de obligar a las tropas alemanas a abandonar el Cáucaso Norte, el Don y el Dombás lo antes posible, la Stavka, después de la captura de Járkov, insistió en continuar el avance del Frente de Vorónezh hacia el Dniéper. Sin embargo, con la retirada de las unidades avanzadas a los accesos a Sumy y Poltava, la situación al sur de Járkov se deterioró drásticamente. Un gran grupo de contraataques de tropas enemigas amenazó con abrirse paso desde la franja del Frente Sudoeste hasta el flanco y la retaguardia del Frente de Vorónezh. Quedó claro que en las condiciones de la inminente primavera sin carreteras, sin apoyo aéreo confiable y reposición de fuerzas, las capacidades ofensivas del frente estaban agotadas. Por ello, se decidió suspender la ofensiva y pasar a la defensiva en la línea alcanzada el 3 de marzo.

## Bajas
Durante la operación, las tropas soviéticas tuvieron un total de 176,000 bajas, de las cuales eran 85,000 muertos y 98,086 heridos. Las pérdidas de los alemanes fueron un total de 160,000 personas, de las cuales 77,000 eran irremplazables (de este número, 49 mil eran soldados y oficiales alemanes).

## Consecuencias
Como resultado de la operación, el Grupo de Ejércitos B sufrió grandes pérdidas, pues el 2.º Ejército húngaro y el 8.º Ejército italiano fueron destruidos casi por completo, mientras que el 2.º Ejército alemán perdió la mayor parte de su equipo de combate. Los soviéticos avanzaron de 360 a 520 km y liberaron una gran porción de territorio con importancia industrial y administrativa formada por los óblasts de Vorónezh, Kursk, Bélgorod y Járkov.